# Eva García Saenz de Urturi
Eva García Saenz de Urturi (castellà: Eva García Sáenz de Urturi)  (Vitòria, 20 d'agost de 1972) és una novel·lista basca.

## Carrera
Als 15 anys es va traslladar a Alacant, lloc de residència des de llavors. Després de llicenciar-se en òptica i optometria, va passar a treballar en el sector òptic i a la Universitat d'Alacant.
Interessada per la literatura, es va posar en contacte amb diverses editorials, però, en no rebre resposta, va decidir de publicar en 2012 La saga de los longevos via Amazon.com. Així es va donar a conèixer i la seva primera novel·la es va convertir en un fenomen literari en comparació d'altres best-sellers tradicionals.
En 2014 publica Los hijos de Adán (la segona part de La saga de los longevos) i Pasaje a Tahití, ambdues amb bona rebuda.
En 2016 publica El silencio de la ciudad blanca, la primera novel·la negra d'una trilogia ambientada a la seva ciutat natal. Per ambientar-se en aquest projecte, va contactar amb una acadèmia de policia, on va fer dos cursos d'inspecció tècnica ocular i revelat de petjades. Segons les seves paraules: "El pitjor va ser la inspecció tècnica ocular, ja que has de veure moltes fotos de crims i van ser dos mesos molt intensos i tècnics, però em va servir per fer la novel·la més versemblant i per escriure alguna cosa que no regirés l'estómac de l'espectador, volia una història que no esquitxés sang, més elegant". El 2017 va publicar la segona part d'aquesta trilogia, titulada Los ritos del agua.
El 2020 va guanyar el 69è Premi Planeta amb la novel·la Aquitania.

## Premis
- (2017) Premi Ser de Álava (Cadena Ser)
- (2018) Mujeres más influyentes del Mundo de la Cultura (500 Poderosas 2018 Yo Dona El Mundo)
- (2020) Premi Planeta per la novel·la Aquitania